# Dorohedoro
Dorohedoro (ドロヘドロ) é um mangá japonês escrito e ilustrado por Q Hayashida. A série foi anteriormente serializada na revista seinen Monthly Ikki, da Shogakukan, desde 2000, mas após a sua cessação, em 2014, a série foi transferida para Hibana em 2015. No entanto, após o fechamento de Hibana em agosto de 2017, a série foi transferida para a revista Monthly Shōnen Sunday em novembro de 2017 e finalizada em setembro de 2018.
A série foi licenciada para uma versão em inglês pela Viz Media em 2009 e começou a distribuir o mangá digitalmente quando lançou o SigIKKI, a antiga versão em inglês da revista Ikki.
Uma adaptação para anime da série de televisão produzida pela MAPPA estreou em 12 de janeiro de 2020.

## Sinopse

### Contexto
A história de Dorohedoro acontece em um cenário pós-apocalíptico, dividido em duas dimensões separadas; o Buraco, uma paisagem urbana sombria onde os humanos residem; e o mundo dos feiticeiros, lar dos feiticeiros. Apesar de parecerem semelhantes, humanos e feiticeiros são duas espécies distintas, a primeira evoluindo naturalmente, enquanto a segunda foi criada por um demônio primordial chamado Chidaruma. Feiticeiros são capazes de entrar no Buraco convocando portas mágicas.
Os feiticeiros têm órgãos especializados em seu corpo, permitindo que eles produzam "fumaça", que é a fonte de seus poderes mágicos únicos. Alguns feiticeiros têm poderes incrivelmente fracos, enquanto outros podem ser capazes de feitos muito maiores, como ressuscitar os mortos ou controlar o tempo; esses poderes são incrivelmente raros e altamente valorizados. A quantidade de fumaça que um feiticeiro é capaz de produzir (portanto, quão eficaz pode ser sua magia) também afeta as habilidades de um feiticeiro, e muitos feiticeiros trabalham para melhorar sua produção de fumaça através de cirurgia, ou mais comumente, o uso ilícito de pó preto, que é distribuído por uma gangue de feiticeiros de baixo nível chamada Olhos Cruzados. A fumaça também pode ser comprada e vendida. A hierarquia do mundo dos feiticeiros está estruturada em torno dessas diferenças de habilidade: feiticeiros poderosos, como "A Família En", desfrutam de uma vida de luxo; enquanto feiticeiros fracos, que produzem quantidades tão baixas de fumaça que talvez não consigam usar a magia, vivem na miséria. Feiticeiros poderosos podem sofrer uma metamorfose em um "diabo" - um ser imortal com um poder incrível, seguindo um regime de treinamento rigoroso. Os demônios são profundamente respeitados pelo tipo de feiticeiro e também gerenciam os assuntos de um terceiro reino, o inferno, onde trabalham com Chidaruma para torturar as almas dos feiticeiros mortos.
Feiticeiros visitam regularmente o Buraco para praticar sua mágica em vítimas humanas, levando a um grande número de sobreviventes desfigurados. Hospitais foram criados para lidar com o crescente número de vítimas mágicas, mas os seres humanos podem fazer pouco para repelir os feiticeiros. Para piorar a situação, a fumaça mágica residual no ar se mistura com a chuva tóxica do Buraco, fazendo com que os mortos se levantem periodicamente da sepultura e ataquem os vivos. Os moradores do Buraco chamam esse evento anual de “Noite dos Mortos-Vivos” e trabalham com padres locais para matar zumbis em troca de prêmios.

### Enredo
A trama se concentra em um homem chamado Caiman e sua busca por sua identidade real, após uma transformação por um feiticeiro, o deixou com a cabeça de um réptil e sem lembrança de sua vida anterior. Junto com sua amiga Nikaido, ele ataca violentamente feiticeiros no Buraco, com o objetivo de levar a cabeça à boca, onde um rosto estranho aparecerá e confirmar se o feiticeiro em quem ele mordeu foi o responsável por sua transformação ou não. De alguma forma, Caiman é imune a efeitos mágicos e, como resultado, é extremamente perigoso para feiticeiros.
A notícia de um mago-assassino com cabeça de lagarto imune à magia atrai a atenção de En, um poderoso feiticeiro e chefe de um sindicato conhecido como "A Família En", que envia seus capangas para matar Caiman. O próprio En está atualmente tentando eliminar uma gangue de feiticeiros de baixo nível conhecida como Olhos Cruzados, depois que um encontro com seu lendário chefe quase lhe custou a vida anos atrás.
À medida que os moradores do Buraco, a família En e a Gangue dos Olhos Cruzados, juntamente com muitas outras, colidem, o mistério da identidade de Caiman começa a desvendar, reacendendo o ressentimento antigo e ameaçando mudar para sempre o Buraco e o mundo dos feiticeiros.

## Personagens

### Moradores do Buraco
Caiman (カイマン)
Voz de: Wataru Takagi
O protagonista da série. Caiman é vítima de um ataque mágico que o deixou com a cabeça de um réptil e sem memória de sua identidade original. Ele trabalha com sua amiga Nikaido para caçar feiticeiros que entram no buraco, na esperança de encontrar aquele que lançou o feitiço sobre ele e matá-lo para anulá-lo. Ao morder a cabeça dos Feiticeiros, uma presença misteriosa que vive em sua boca se comunica com o Feiticeiro confuso, afirmando se eles são ou não "o único". Caiman os cospe e pede ao Feiticeiro que repita as informações para ele. Essa é sua única pista para encontrar sua identidade original. A imunidade de Caiman às habilidades mágicas e formidáveis de facas o tornam incrivelmente hábil na luta contra Feiticeiros. Ele também tem a capacidade de regenerar sua cabeça, permitindo-lhe sobreviver a ataques letais, como decapitação . Quando não está lutando, Caiman adora comer gyoza e frequentemente envia o restaurante de Nikaido, The Hungry Bug, oscilando em direção à ruína financeira devido à sua relutância em pagar sua conta. Enquanto sua figura imponente assusta alguns, ele geralmente é popular no Buraco. No início da série, ele trabalha meio período em um hospital para o tratamento de vítimas mágicas.
A identidade original de Caiman é um assunto complicado. Ele nasceu humano no buraco chamado Ai Coleman, que sonhava em se tornar um feiticeiro. Trabalhando com o professor Kasukabe, Ai passou por um procedimento experimental para se transformar em um Feiticeiro, utilizando as partes do corpo de oito Feiticeiros abatidos. Ao adquirir um corpo de Feiticeiro, Ai mergulhou no lago tóxico central de Hole, onde ele fez contato com uma entidade formada a partir da magia residual embebida na lama de Hole e nas almas de inúmeros humanos abatidos por Feiticeiros. Essa entidade, conhecida como "Buraco", entrou em seu corpo agindo como uma consciência secundária que assumia periodicamente o controle. Após a conclusão do experimento, Ai foi encontrado morto nas águas corrosivas do buraco e foi posteriormente enterrado. No entanto, devido à presença de Hole dentro dele, ele foi revivido pela água da chuva poluída e escapou para o mundo do Feiticeiro. Enquanto vivia como Feiticeiro, Ai saltou entre duas personalidades distintas; Aikawa, um estudante despreocupado, e Kai, o chefe assassino da 'Gangue dos Olhos Cruzados', que começou a orquestrar o antigo plano de vingança de Hole, matando Feiticeiros e coletando seus tumores do diabo (a fonte do poder único de cada feiticeiro). Por fim, Caiman surgiu quando Kai assassinou o melhor amigo de Aikawa, Risu, desencadeando sua mágica "maldição" única e fazendo Kai fugir de volta para o Buraco. O fantasma vingativo de Risu o decapitou. No entanto, devido aos 8 cadáveres feiticeiros originais usados no experimento, ele agora tinha 9 cabeças que funcionavam como 9 vidas. Quando a segunda cabeça começou a surgir, o cadáver sem cabeça de Kai esmagou uma garrafa de fumaça de transformação de répteis que ele recebera como proteção. Esses múltiplos efeitos mágicos se esmagaram, prendendo a maldição de Risu no corpo de Kai (a fonte do homem em sua boca), transformando sua cabeça em um lagarto e danificando gravemente suas memórias.
Nikaidō (二階堂, Nikaidō)
Voz de: Reina Kondō
A melhor amiga de Caiman e proprietária do Hungry Bug, um restaurante de gyoza no Buraco. Ela encontrou Caiman após sua transformação inicial e o ajuda a caçar feiticeiros na esperança de retornar suas memórias e rosto. Ela é secretamente uma feiticeira, e a única bruxa conhecida capaz de manipular o tempo. Não querendo usar sua magia devido a um incidente em sua juventude, ela fugiu para o Buraco ainda jovem e residiu lá desde então. Apesar disso, ela tem contatos poderosos no mundo dos feiticeiros, ou seja, um demônio chamado Asu que já foi amigo de infância. Nikaido é uma lutadora incrivelmente habilidosa, apesar de não usar magia, normalmente utilizando chutes poderosos e acrobacias para desativar os inimigos.
Professor Kasukabe (春日部博士, Kasukabe hakase)
Voz de: Mitsuhiro Ichiki
Um cientista louco obcecado por feiticeiros que os estudou intensamente por décadas. Ele é abordado por Caiman e Nikaido para usar sua porta artificial para o mundo dos feiticeiros. Apesar de ter 60 anos, ele parece incrivelmente jovem devido à magia lançada sobre ele por sua distante esposa de feiticeiro, Haru, que desde então se tornou um demônio. O nome verdadeiro dele é Haze. Ele é frequentemente visto com seu companheiro, Johnson. Kasukabe é um dos únicos personagens que se lembra de Ai Coleman e desempenhou um papel fundamental na história de Caiman.
Johnson (ジョンソン, Jonson)
Uma barata gigante que vive nos esgotos do Buraco que foi modificada pela fumaça residual na água poluída do Buraco. Johnson originalmente pertencia a outro morador do Buraco que estava caçando vítimas mágicas, mas mais tarde é adotado pelo Professor Kasukabe e raramente sai do seu lado a partir de então. Kasukabe é capaz de controlar Johnson usando frequências especializadas e pode até fazê-lo falar, embora ele seja capaz apenas de dizer "chocante".
Vaux (バウクス, Baukusu)
Voz de: Hisao Egawa

### Família En
En (煙)
Voz de: Kenyu Horiuchi
En é mostrado como o chefe corporativo de uma empresa que vende produtos à base de cogumelos, variando de alimentos, armas, psicodélicos e habitação. Ele mostrou ser um homem que tem um grande grupo expansivo de lacaios e é o chefe de Noi e Shin. Ele usa uma máscara sobre a boca, semelhante à máscara de um cirurgião, e sua fumaça pode transformar pessoas e objetos em cogumelos. Ele também gosta muito de cogumelos, tanto que faz questão de cada produto que vende depois deles e tende a comer apenas cogumelos.
Desde o momento em que nasceu, En estava cercado por cogumelos. Ele acredita que transformou seus pais em cogumelos e sobreviveu comendo-os até que um homem entrou em sua casa e o vendeu para um grupo que extraiu e vendeu fumaça de Feiticeiros. Ele escapou aos nove anos, onde foi encontrado por um demônio que o jogou no inferno. En só sobreviveu à jornada para o inferno porque estava tão cheio de ódio que não podia correr o risco de morrer antes de se vingar. No inferno, ele sobreviveu criando cogumelos para se alimentar. Algum tempo depois do diabo, Chidaruma o encontrou e lhe deu o nome 'En', depois o mandou de volta à superfície. Um ano e meio depois, ele se vingou dos trabalhadores da fábrica que roubaram a magia de outros. Ele destruiu a fábrica e transformou todas as vítimas em seus amigos. Foi a partir daí que seu império criminoso começou a crescer.
Shin (心) and Noi (能井)
Voz de: Yoshimasa Hosoya (Shin)
Voz de: Yū Kobayashi (Noi)
Shin e Noi são os executores de En. Como parceiros, Shin e Noi geralmente são mostrados competindo entre si enquanto trabalham, fazendo apostas em quem pode matar mais pessoas ou matar uma pessoa mais rapidamente.
Shin é um dos lutadores mais poderosos. Ele luta com um martelo como arma e usa fumaça mágica que corta as vítimas sem matá-las. A máscara de Shin tem a forma de um coração humano, embora ele geralmente a use para trás. Sem a máscara, ele é loiro de olhos azuis e usa óculos. Ele geralmente está de terno com uma camisa branca e tênis dobrados.
Noi é um limpador poderoso para a organização de En e também é o primo mais novo de En. Ela é fortemente musculosa e imponente em altura. O cabelo de Noi é branco-loiro claro e seus olhos parecem vermelhos - sugerindo que ela pode ser albina . Seu cabelo é médio e ela tem vários piercings nas orelhas. Sua fumaça cura quase qualquer ferimento antes da morte real. Ela é muito carinhosa com Shin, às vezes para sua exasperação. A máscara de Noi é muito detalhada, azul escuro e aparentemente vinílica.
Fujita (藤田)
Voz de: Kengo Takanashi
Fujita é um feiticeiro de baixo nível que trabalha para uma empresa chefiada por En.
Seu parceiro é morto por Caiman. Ele é designado para encontrar o Feiticeiro que transformou Caiman em um homem-lagarto. Um pouco de pesquisa revela um especialista em transformação reptiliana - Ebisu. Fujita se lembra de tê-la passado no buraco, e então ele consegue localizá-la e salvá-la, assim como ela está presa nas mandíbulas de Caiman. O incidente deixa Ebisu traumatizada, e Fujita a observa enquanto espera sua memória retornar.
Fujita usa um chapéu de caçador e uma máscara de Tengu e é conhecido por cobrir seus olhos durante filmes de terror. Sua magia ainda não foi definida, embora ele tenha disparado sua fumaça como balas em uma ocasião.
Ebisu (恵比寿)
Voz de: Miyu Tomita
Ebisu é uma mulher jovem e carrancuda que usa uma máscara em forma de caveira. Enquanto está no buraco, ela encontra Caiman e Nikaido, que cortam os dedos de Ebisu para impedi-la de usar magia e morde a cabeça depois de remover a máscara. Antes que ele possa se retirar para fazer sua pergunta,  Fujita freneticamente aparece de uma porta atrás dela e a puxa com força para fora de suas mandíbulas apertadas na porta. Após este incidente, Ebisu é mostrada sendo assombrada por pesadelos, e tornou-se um pouco louca. Na residência de En, ela é contida até Noi poder curar e restaurar adequadamente seus dedos e rosto. Após esse ponto, é evidente que o traumatismo craniano causou algum dano cerebral, como visto em seu comportamento repentinamente excêntrico. Ela é comumente vista com Fujita.
Registros afirmam que ela é hábil na transformação de répteis. No entanto, entre os painéis, ela mostra que ela atacou alguém com um excesso de poder depois de ser alimentada com pó preto por alguém que parecia ter a conhecido antes. É revelado que ela era uma usuária de pó preto e tinha ouvido as palavras ditas pelo homem dentro da cabeça de Caiman. Algumas de suas memórias retornam quando ela mesma se transforma em um grande lagarto dinossauro, provando que o consumo de pó preto desde pouca idade causou um aumento de poder. Eventualmente, é revelado que ela foi quem enfeitiçou Caiman quando ela foi temporariamente morta e o feitiço foi retirado de Caiman. Mais tarde, é revelado que isso se deve a uma garrafa de fumaça que ela havia vendido, e não a uma maldição direta.
Judas's Ear (キクラゲ, Kikurage)
Voz de: Mayu Udono
Turkey (ターキー, Tākī)
Voz de: Shin-ichiro Miki
Chōta (鳥太)
Voz de: Anri Katsu
Matsumara (松村)
Voz de: Tōru Nara
Aitake (愛茸)  / Maitake (舞茸)
Voz de: Mayu Udono

### Diversos
Tanba (丹波)
Voz de: Tetsu Inada
Risu (栗鼠)
Voz de: Songdo
Asu (アス) / Kawajiri (川尻)
Voz de: Hozumi Gōda
Fukuyama (福山)
Voz de: Takuma Terashima
Insect Sorcerer (虫の魔法使い)
Voz de: Hiro Shimono
Melting Sorcerer (なんでも溶かす魔法使い)
Voz de: Takehito Koyasu
Life-Giving Sorcerer (命を与える魔法使い)
Voz de: Miyuri Shimabukuro

## Mídia

### Mangá
Dorohedoro foi publicado na revista Monthly Ikki, da Shogakukan, desde 2000, mas a revista encerrou suas atividades em 2014 e foi transferida para Hibana em 2015. No entanto, após o fim de Hibana em agosto de 2017, a série foi transferida para a revista Monthly Shōnen Sunday da Shogakukan em 11 de novembro de 2017. O mangá terminou em setembro de 2018 com seu 167º capítulo. Shogakukan compilou os capítulos individuais em 23 volumes tankōbon a partir de novembro de 2018.
A Viz Media começou a distribuir o mangá digitalmente em 2009, quando lançou seu site SigIKKI, a antiga versão online em inglês do Monthly Ikki, e o primeiro volume de graphic novel de Dorohedoro foi lançado em 16 de março de 2010. Foi traduzido pela empresa de localização AltJapan Co., Ltd., que continuou a traduzir todos os lançamentos subsequentes.
| No. | Data de lançamento original | ISBN japonesa          | Data de lançamento da versão anglófona | ISBN anglófona         |
| --- | --------------------------- | ---------------------- | -------------------------------------- | ---------------------- |
| 01  | 30 de janeiro de 2002       | ISBN 4-09-188271-4     | 16 de março de 2010                    | ISBN 978-1-4215-3363-6 |
| 02  | 30 de setembro de 2002      | ISBN 4-09-188272-2     | 17 de agosto de 2010                   | ISBN 978-1-4215-3376-6 |
| 03  | 30 de junho de 2003         | ISBN 4-09-188273-0     | 18 de janeiro de 2011                  | ISBN 978-1-4215-3377-3 |
| 04  | 30 de janeiro de 2004       | ISBN 4-09-188274-9     | 16 de agosto de 2011                   | ISBN 978-1-4215-3378-0 |
| 05  | 30 de agosto de 2004        | ISBN 4-09-188275-7     | 20 de dezembro de 2011                 | ISBN 978-1-4215-3379-7 |
| 06  | 28 de fevereiro de 2005     | ISBN 4-09-188276-5     | 17 de abril de 2012                    | ISBN 978-1-4215-3380-3 |
| 07  | 28 de outubro de 2005       | ISBN 4-09-188277-3     | 21 de agosto de 2012                   | ISBN 978-1-4215-3381-0 |
| 08  | 30 de maio de 2006          | ISBN 4-09-188278-1     | 18 de dezembro de 2012                 | ISBN 978-1-4215-3382-7 |
| 09  | 30 de janeiro de 2007       | ISBN 978-4-09-188279-0 | 16 de abril de 2013                    | ISBN 978-1-4215-3383-4 |
| 10  | 30 de julho de 2007         | ISBN 978-4-09-188280-6 | 13 de agosto de 2013                   | ISBN 978-1-4215-3384-1 |
| 11  | 29 de fevereiro de 2008     | ISBN 978-4-09-188283-7 | 17 de dezembro de 2013                 | ISBN 978-1-4215-3385-8 |
| 12  | 30 de setembro de 2008      | ISBN 978-4-09-188284-4 | 15 de abril de 2014                    | ISBN 978-1-4215-3386-5 |
| 13  | 29 de maio de 2009          | ISBN 978-4-09-188285-1 | 19 de agosto de 2014                   | ISBN 978-1-4215-6535-4 |
| 14  | 29 de janeiro de 2010       | ISBN 978-4-09-188286-8 | 16 de dezembro de 2014                 | ISBN 978-1-4215-6536-1 |
| 15  | 30 de novembro de 2010      | ISBN 978-4-09-188287-5 | 19 de maio de 2015                     | ISBN 978-1-4215-6537-8 |
| 16  | 28 de outubro de 2011       | ISBN 978-4-09-188288-2 | 18 de agosto de 2015                   | ISBN 978-1-4215-7795-1 |
| 17  | 28 de setembro de 2012      | ISBN 978-4-09-188605-7 | 15 de dezembro de 2015                 | ISBN 978-1-4215-7796-8 |
| 18  | 28 de junho de 2013         | ISBN 978-4-09-188625-5 | 19 de abril de 2016                    | ISBN 978-1-4215-7797-5 |
| 19  | 30 de junho de 2014         | ISBN 978-4-09-188656-9 | 16 de abril de 2016                    | ISBN 978-1-4215-8391-4 |
| 20  | 30 de setembro de 2015      | ISBN 978-4-09-188684-2 | 17 de janeiro de 2017                  | ISBN 978-1-4215-8710-3 |
| 21  | 30 de setembro de 2016      | ISBN 978-4-09-188689-7 | 20 de junho de 2017                    | ISBN 978-1-4215-9487-3 |
| 22  | 30 de junho de 2017         | ISBN 978-4-09-188692-7 | 15 de maio de 2018                     | ISBN 978-1-9747-0023-3 |
| 23  | 12 de novembro de 2018      | ISBN 978-4-09-188693-4 | 17 de setembro de 2019                 | ISBN 978-1-9747-0880-2 |

### Anime
Uma adaptação da série em anime de Dorohedoro foi anunciada na edição de dezembro de 2018 da revista Monthly Shōnen Sunday de Shogakukan, lançada em 12 de novembro de 2018. A série é produzida pela MAPPA e dirigida por Yuichiro Hayashi, com Hiroshi Seko encarregado da composição da série, Tomohiro Kishi desenhando os personagens e (K)NoW_NAME compôs a música. Ele estreou em 12 de janeiro de 2020 no Tokyo MX. O tema de abertura "Welcome to Chaos" e o tema final "Who am I?" são cantados por (K)NoW_NAME. Ele terá 12 episódios e seis episódios de OVA serão incluídos no segundo lançamento em Blu-ray da série.
| No. | Título                                               | Data de transmissão original |
| --- | ---------------------------------------------------- | ---------------------------- |
| 1   | "Caiman" Transcrição:"Kaiman" (japonês: カ イ マ ン) | 12 de janeiro de 2020        |

## Recepção
Os críticos elogiaram a escritas de Hayashida e suas obras de arte ousadas com sua "ação na cara e arranhões punk". David Brothers elogiou Dorohedoro por sua capacidade de encontrar a beleza no grotesco e comparou o traço a artistas como Simon Bisley, Tsutomu Nihei e Katsuhiro Otomo. Brothers continua: "É corajoso, mas parece ótimo. Folhear o mangá apenas para contemplar a arte é quase tão gratificante quanto realmente lê-lo". Por outro lado, Carlo Santos, da Anime News Network, criticou a série em seus primeiros volumes, dizendo que a história "nunca desenvolve um senso de fluxo" e que Q Hayashida "não consegue desenhar o corpo humano".